# Magdalena Zahuatlán
Magdalena Zahuatlán es una localidad del estado mexicano de Oaxaca. Es cabecera del municipio de Magdalena Zahuatlán.

## Demografía
| Censo | Población |
| ----- | --------- |
| 1900  | 678       |
| 1910  | 757       |
| 1921  | 804       |
| 1930  | 954       |
| 1940  | 1050      |
| 1950  | 1077      |
| 1960  | 824       |
| 1970  | 755       |
| 1980  | 597       |
| 1990  | 409       |
| 1995  | 414       |
| 2000  | 369       |
| 2005  | 366       |
| 2010  | 338       |
| 2020  | 381       |